# Profesor Salvador Mazza
Profesor Salvador Mazza, meglio conosciuto come Salvador Mazza, è un comune argentino sito nella provincia di Salta, dipartimento di General José de San Martín; ed è noto anche con il nome di Pocitos.

## Geografia
Esso si trova a circa 400 km a nord del capoluogo della provincia, Salta, e a 55  dalla città di Tartagal, sulla Strada Statale n. 34, sul confine con la Bolivia. Oltre alla statale, la città è collegata al resto dell'Argentina e alla Bolivia (Santa Cruz de la Sierra) tramite la ferrovia Ferrocarril General Manuel Belgrano.
Profesor Salvador Mazza è la città argentina più settentrionale del Paese, anche se popolarmente si crede che lo sia la città di  La Quiaca, nella provincia di Jujuy.

## Popolazione
Profesor Salvador Mazza era accreditata dal censimento del 2001 di una popolazione di 16.068 abitanti, che rappresentano un incremento del 71.7% rispetto ai 9.387 del censimento precedente (1991). Si ritiene che oggi la sua popolazione sia di circa 25.000 abitanti.

## Storia
La città fu fondata nel 1951 e le venne assegnato questo nome in onore di Salvador Mazza, un medico e batteriologo argentino, nato da genitori italiani, che studiò a fondo, dando un contributo clinico determinate, la tripanosomiasi americana, una parassitosi allora diffusa in modo endemico in Argentina.